# 강철이
강철이(強鐵)는 17세기 이후 한국에서 현대까지 전승된 요괴다. 전국적으로 전승이 유행한 요괴로, 지역별로 강철, 깡철, 꽝철 등의 표기가 있다.
강철이 언급되는 가장 이른 기록 중 하나는 《지봉유설》(1614년)이다. 당대에 “강철이 가는 곳은 가을도 봄 같다”는 속담이 있었는데, 저자 이수광이 그 유래가 궁금하여 시골 노인에게 물었더니 근방 몇 리의 식물을 모두 태워죽이는 강철이라는 괴물을 알려주었다. 이수광은 이것을 《산해경》에 나오는 괴물 비(蜚)라고 생각했다. 이익의 《성호사설》(1740년)에서는 가뭄이 아니라 호우로 농사를 망치는 요괴라고 하는데, 이익은 이를 중국에서 전하는 독룡과 같다고 보았다. 김이만의 《학고집》(1742년)에서는 강철이 독룡과 비슷한데 온몸에 털이 있고 황색 기운을 띠며 호우로 농사를 망친다고 적었다. 김이만은 강철이 중국의 효(蟂)와 같은 것이라고 생각했다. 신돈복의 《학산한언》에서는 계룡산과 철원에서 강철이 목격되었고, 철원에서는 우박을 뿌렸다는 이야기가 있다. 신돈복은 강철이 가뭄을 일으키는 중국 요괴 한발과 비슷하다고 생각했다. 이덕무의 《앙엽기》에서는 망아지처럼 생긴 요괴로, 김포의 늪 속에 살면서 가뭄을 일으킨다고 한다. 이덕무는 강철을 중국 요괴 후(犼)와 같은 것이라고 생각했다. 박지원의 《열하일기》(1780년)에는 청나라 사람과 필담을 할 때, 중국의 화룡, 응룡, 한발에 관한 이야기를 청나라 사람이 하자 박지원이 조선에서는 그런 것들을 강철(罡鐵)이라고 부른다고 대답했다. 가뭄으로 농사를 망친다는 이야기와 호우로 농사를 망친다는 상반된 이야기가 비슷한 시기에 모두 전해지는 것으로 보아, 농사를 망치는 자연재해 전반을 강철의 소행으로 돌린 것 같으며, 유학자들이 그 정체로 추측한 중국 요괴들과 무관하게 조선 후기의 혼란한 사회 가운데 농민들 사이에 자연발생한 전설로 보인다.:35
1957년 8월 11일자 《동아일보》에 강철 목격담이 있는 것으로 보아:36 이 전설은 비교적 최근까지 지속되었음을 알 수 있다.